# Perikles Ioannidis
Periklis Ioannidis (Corinto, 1 de Novembro de 1881 — Atenas, 7 de Fevereiro de 1965), em grego:  Περικλής Ιωαννίδης, foi um almirante grego que casou em segundas núpcias com a princesa Maria da Grécia e Dinamarca. Governou as ilhas do Dodecaneso no período de transição para a soberania grega (1947-1948), mantendo-se como governador militar após a sua integração no Reino da Grécia (1948-1951).

## Biografia
Periklis Ioannidis nasceu na cidade de Corinto no seio de uma família com tradições navais. Monárquico fervoroso, atingiu em Março de 1917 o posto de almirante na Marinha Helénica, num período em que o Reino da Grécia se encontrava em violenta crise política e profundamente dividido pelo Cisma Nacional Grego. Em consequência do seu pendor monárquico e fidelidade ao rei Constantino I da Grécia, quando Eleftherios Venizelos tomou o poder em Junho daquele ano, o almirante foi detido e mantido na prisão durante os três anos seguintes.
Libertado após o regresso ao poder de Constantino I da Grécia, Ioannidis foi nomeado comandante do contratorpedeiro Ierax. Pouco tempo depois, em 1920, o almirante Periklis Ioannidis conheceu a princesa Maria da Grécia e Dinamarca quando ela em 1920 regressou à Grécia após um período de exílio. A viagem entre Brindisi e o Pireu foi feita a bordo do Ierax comandado por Ioannidis. Viúva do grão-duque Georges Mikhaïlovitch da Rússia, a jovem princesa tinha jurado desposar um grego de sangue e foi o almirante Ioannidis o escolhido. Após um período idílico, casaram em Wiesbaden, Alemanha, a 16 de Dezembro de 1922.

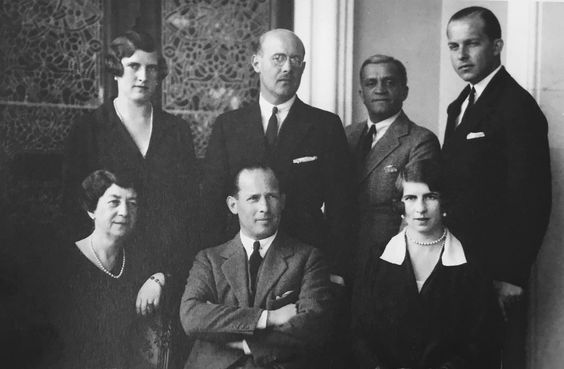
A família real grega em 1923. Esquerda para a direita: as princesas Maria, Irene,
o rei Jorge II, o príncipe André, o almirante Ioannidis, a rainha Helena da Romênia (nascida princesa grega) e o príncipe-herdeiro Paulo.

Instalado em Atenas, o casal foi obrigado a abandonar a Grécia após a proclamação da Segunda República Helénica em 1924. Segue-e um longo período de exílio, inicialmente no Reino Unido (até 1925), depois no Itália (até 1934). O casal leva uma vida discreta e Ioannidis gere as finanças da família. Apesar disso, as relações entre os esposos não são sempre fáceis: a princesa era apaixonada pelo jogo do gamão e Ioannidis gostava de mulheres bonitas, às quais não hesitava em oferecer jóias pertencentes à sua mulher.
Em Roma, Ioannídis e a sua esposa mantêm relações cordiais com a família real italiana. Contudo, o relacionamento com Benito Mussolini foi mau, tendo a princesa Maria criticado abertamente o ditador. Em consequência, após uma viagem à Alemanha em 1934, o casal foi proibido de reentrar em território italiano.
A restauração da monarquia na Grécia em 1935 permite o regresso de Ioannidis e de sua mulher à pátria. Cinco anos mais tarde a princesa Maria faleceu em Atenas, ao mesmo tempo que a Grécia mergulha na Segunda Guerra Mundial, o que obriga a família real a um novo exílio (1941).
Libertada a Grécia da ocupação alemã, o rei Jorge II foi restaurado no trono grego, o que permite o regresso de Ioannidis a Atenas.
Iannidis foi escolhido pelo rei para a 31 de Março de 1947 receber dos Aliados, como alto representante do Reino da Grécia, o governo do Dodecaneso durante o processo de transferência daquelas ilhas da soberania italiana para a grega. Ioannidis manteve-se no governo do arquipélago até 1951, ano em que se retira para Atenas, cidade onde faleceu em 1965.